# مقر بابا الإسكندرية
المقر الأصلى للكرسي المرقسي هو مدينة الإسكندرية، وقد ظل عدة قرون هو المقر الوحيد للبابا القبطي، إلا أنه في عصر الخلفاء الأمويين بعد الفتح العربي الإسلامي لمصر وخاصة في عهد الوالي عبد العزيز انتقل مقر إقامة البابا إلى مصر. ولما كان المقر الأساسي مدينة الإسكندرية فظل الباباوات السابقين يترددون ما بين مصر والإسكندرية 

## إقامة مقر بابويبالقاهرة

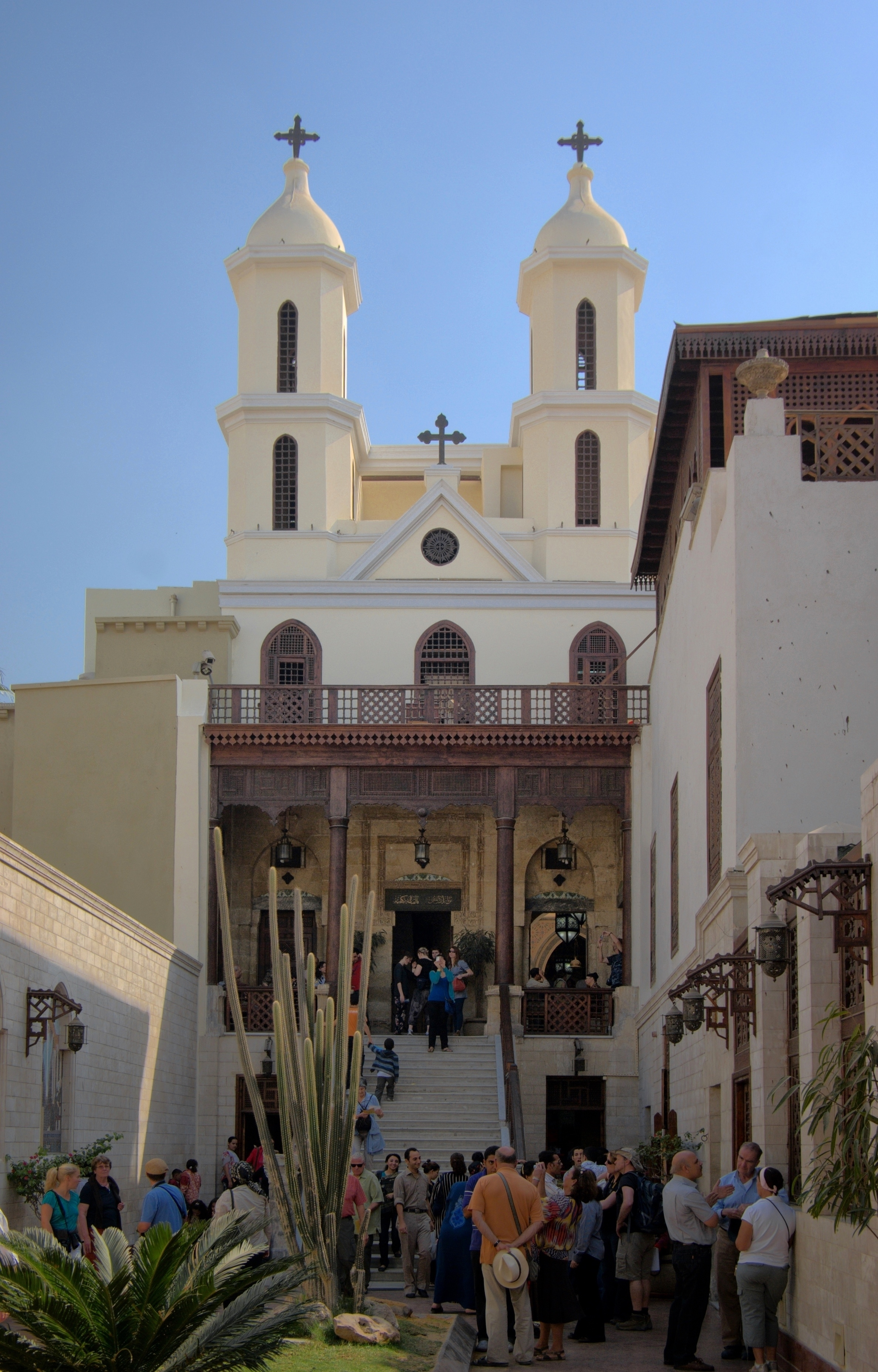
كنيسة المعلقة

بعد سيامه البابا خرستوذولس انتقل من الكنيسة المرقسية بالأسكندرية إلى القاهرة، واتخذ كنيسة المعلقة بظاهر الفسطاط مقرًا له. كما جدد كنيسة القديس مرقريوس وجعلها كاتدرائية كبرى ومركزًا لكرسيه، وجعل أيضًا كنيسة السيدة العذراء في حي الأروام مقرًا له يأوي إليه عند اللزوم وذلك برضى أسقف بابيلون. أما سبب ذلك فهو انتقال عظمة مدينة الإسكندرية إلى مدينة القاهرة، وكثرة عدد المسيحيين فيها، ولارتباطه بالحكومة. فصار البابا يعين أسقفًا للإسكندرية باسم وكيل الكرازة المرقسية.

## مقر الكرسي الباباوي
مقر الكرسي البطريركي أو الباباوي للكنيسة القبطية هو المقر الذي استقر فيه البطريرك القبطي معظم الوقت.

### الإسكندرية
الإسكندرية هي المقر الأساسي لكرسي مار مرقس الرسول
إن مكان الكرسي الرسولي الأصلي في التقليد المسيحي يعتبر هو المكان الذي استشهد فيه رسول أو تلميذ المسيح، ولما كانت الكنيسة القبطية هي الكنيسة التي أسسها مرقس الرسول الذي استشهد في الإسكندرية وتعتبر الإسكندرية هي عاصمة الكرازة المرقسية عامة ومقراً للرئاسة الدينية لهذا ظلت الإسكندرية من القرن الأول الميلادي حتى القرن الحادي عشر الميلادي هي مكان ومقر الكرسي الرسولي. ولما كان المقر الأساسي مدينة الإسكندرية فظل الباباوات السابقين ما بين مصر والإسكندرية.
وتزداد أهمية الكنيسة المرقسية بشارع النبي دانيال لوجود (رأس القديس مارمرقس الرسول فيها)
كما وُجد مؤخرا مقراً لقداسه البابا تواضروس الثاني في منطقة كنج مريوط وهو كرمه كنج مريوط حيث كان يخدم بها قبل جلوسه على كرسي مارمرقس الإنجيلي،
كما تذخر الإسكندرية بوجود الكثير من أجساد آباء بطاركة وأساقفة.

### القاهرة
القاهرة هي بابليون مصر :
1 - نقل مقر الكرسي إلى كنيسة المعلقة بما يعرف الان بحي مصر العتيقة / القديمة في عهد البابا خريستوذولوس 66 (1040 - 1077م) أي منذ القرن الحادي عشر التي تقع مع المتحف القبطي في شارع مار جرجس بمصر القديمة.
2 - نقل إلى كنيسة القديس مرقوريوس أبي سيفين، بشارع عمرو بحي مصر القديمة.
1 - نقل إلى كنيسة السيدة العذراء بحارة زويلة منذ القرن الرابع عشر (بشارع بورسعيد 471) قسم الجمالية بالقرب من بين السورين والخرنفش والموسكي وخان الخليلي.
2 - ثم نقل الكرسي إلى كنيسة السيدة العذراء حارة الروم - الغورية - قسم الدرب الأحمر . سنة 1660- سنة 1800 
3 - وكذلك نقلت البطريركية إلى الكنيسة المرقسية بمنطقة فم الخليج - السيدة زينب - بالقاهرة.
4 - وفي سنة 1799 م نقل إلى الأزبكية بالكنيسة المرقسية وظل فيها حتى سنة 1964م.
5 - وفي 1964 وفي عهد البابا كيرلس السادس تم بناء الكاتدرائية الحالية كاتدرائية القديس مرقس القبطية الأرثوذكسية والموجودة بمنطقة دير الأنبا رويس بالعباسية وقد تم إحضار جزء من جسد القديس مار مرقس الإنجيلي والذي كان محفوظ بالفاتيكان (قد أهداه بابا روما الي الكنيسة القبطية الأرثوذكسية في مصر) ودُفن أسفل الكاتدرائية وقد تم افتتاح الكاتدرائية بحضور البابا كيرلس السادس والرئيس المصري الراحل جمال عبد الناصر وكذلك الإمبراطور هيلاسيلاسي إمبراطور إثيوبيا في ذلك الوقت.

## مواضيع مرتبطة
- الكنيسة القبطية الأرثوذكسية
- تاريخ مصر المسيحية
- بابا الإسكندرية